# Shipton-under-Wychwood
Shipton-under-Wychwood è un villaggio e parrocchia civile dell'Inghilterra, appartenente alla contea dell'Oxfordshire.